# Bivona (Vibo Valentia)
Bivona is een plaats (frazione) in de Italiaanse gemeente Vibo Valentia.